# Numeração das artes
A numeração das artes refere-se ao hábito de estabelecer números para designar determinadas manifestações artísticas.
O termo "sétima arte", usado para designar o cinema, foi estabelecido por Ricciotto Canudo no "Manifesto das Sete Artes", em 1912 (publicado apenas em 1923).
Posteriormente, foram propostas outras formas de arte, umas mais ou menos consensuais, outras que foram prontamente aceitas como o caso da 9ª arte, que hoje em dia é uma expressão tão utilizada para designar a "banda desenhada" (também conhecida como histórias em quadrinhos-HQ),  como  é 7ª arte para o cinema.

## Numeração das artes
Presentemente, esta é a numeração das artes mais consensual, sendo no entanto apenas indicativa, onde cada uma das artes é caracterizada pelos elementos básicos que formatam a sua linguagem e foram classificadas da seguinte forma:
- 1ª Arte - Artes sonoras (som)
- 2ª Arte - Artes cênicas (movimento)
- 3ª Arte - Pintura (cor)
- 4ª Arte - Escultura (volume)
- 5ª Arte - Arquitetura (espaço)
- 6ª Arte - Literatura (palavra)
- 7ª Arte - Artes audiovisuais (audiovisual) (Contém artes anteriores como a música para trilha sonora, artes cênicas para dublagem e captura de movimentos, pintura, escultura e arquitetura para o design, e literatura para roteiros.)

Outras formas expressivas também consideradas artes foram posteriormente adicionadas à numeração proposta pelo manifesto:
- 8ª Arte - Fotografia (imagem)[8]
- 9ª Arte - Historia em quadrinhos (cor, palavra, imagem)
- 10ª Arte - Video Games (integra os elementos de outras artes adicionando a interatividade)[9]
- 11ª Arte - Arte digital (integra artes gráficas computadorizadas 2D, 3D e programação).

## Numerações alternativas
Outras numerações, não tão consensuais, propõem o seguinte:
Numeração mais utilizada
1. Pintura;
2. Escultura;
3. Arquitetura;
4. Dança; Teatro; Ilusionismo;
5. Música;
6. Literatura;
7. Cinema;
8. Televisão;
9. Banda desenhada;
10. Video Games;
11. Multimédia/multimídia ou arte digital

Numeração menos utilizada
1. Arquitectura;
2. Escultura;
3. Pintura;
4. Música;
5. Poesia;
6. Dança, mímica, teatro e circo; Ilusionismo.
7. Cinema;
8. Rádio, televisão e fotografia ou agrupados em "media arts";
9. Banda desenhada;
10. Design em geral;
11. Arte digital ou RPG ou video games;
12. Culinária ou arte gráficas
13. Moda ou design de moda